# Sos, Lot-et-Garonne
Sos är en kommun i departementet Lot-et-Garonne i regionen Nouvelle-Aquitaine i sydvästra Frankrike. Kommunen ligger i kantonen Mézin som tillhör arrondissementet Nérac. År 2022 hade Sos 659 invånare.

## Befolkningsutveckling
Antalet invånare i kommunen Sos
| Referens: INSEE |